# 森本清吾
森本 清吾（もりもと せいご、1900年（明治33年）1月26日 - 1954年（昭和29年）6月19日）は、日本の数学者。妻は女性数学者の先駆け森本治枝で、清吾の急逝後に女手一つで育て上げた子供4人とも大学教授となっている。

## 略歴
「群馬近代蚕糸業の祖」といわれる養蚕製糸業「研業社」オーナーで、前橋英和女学校（現・共愛学園前橋国際大学）創設者の深沢（旧姓大慈谷）利重と妻孝子の五男として生まれる。母方の祖父は前橋藩士、深沢雄象。
勢多農林学校卒業後、独学で教員検定試験に合格する。1919年（大正8年）から赤坂中学校で教鞭を執り、1921年（大正10年）には埼玉県師範学校教諭となった。「一つの数学遊戯」という論文が林鶴一に認められ、1923年（大正12年）から1927年（昭和2年）まで東北帝国大学の助手として勤める。
1927年（昭和2年）から東京物理学校（現・東京理科大学）講師として勤め、1935年（昭和10年）東北帝国大学から理学博士の学位を受ける。1937年（昭和12年）から広島高等工業学校（現・広島大学工学部）教授、1944年（昭和19年）海軍技師。1946年（昭和21年）から東京工業専門学校（現・千葉大学工学部）に勤めるが1950年（昭和25年）群馬大学学芸学部教授となる。
1953年（昭和28年）胃癌と診断され、翌1954年（昭和29年）6月19日死去。葬儀は25日東京神田のニコライ堂で行われた。
第二次世界大戦前の1938年、数学教育誌「高等数学研究」に「ランチェスターの2次則モデルの兵力集中効果の応用として、敵兵力分断の各個撃破戦術」を論じている。このランチェスター・モデルの拡張研究は「欧米では第二次世界大戦中の米海軍のORG（オペレーションズ・リサーチ）の研究まで待たねばならない」のに比べて、早い段階で研究していた点を「注目に値する」と執筆から70年以上経った現在、軍事ORの専門家から高く評価されている。

## 人物
東北帝大の助手だった1924年、新入生の森本治枝に交際を申し込み、1927年（昭和2年）3月の治枝の卒業を待って同年6月、周囲から反対されたが結婚した。この時、姓を深澤から「森本」に改称している。（妻・治枝の姓に合わせた）。
その後、子供4人に恵まれたが、清吾が群馬大学教授に就任4年後に急逝。（享年54）。残された妻の治枝は女手で子供を育て上げ、長男の治樹は数学者（大阪市立大学名誉教授）、次男の雅樹は天文学者（国立天文台と鹿児島大学の名誉教授）、三男の芳樹は経済学者（九州大学元経済学部長で名誉教授）、四男の英樹は生物物理学者（元大阪大学助教授）と、4人とも第一線の研究者になっている。
次男の雅樹は、父である清吾について「ああ嫌だな、こんな大人になりたくないな、と思ったこともあった」とし、「それが今、全部、自分」に引き継がれ、雅樹の「一貫性なく場当たり的」な性格を生んでいるとした上で、それでも兄弟4人とも教授になれたのは「（何事も理屈で考える）母が偉かった」おかげ、と学者夫婦の父母を評している。
なお、清吾と治枝は葬儀をめぐり後日談がある。治枝は、結婚に合わせ清吾と同じキリスト教（正教徒）の洗礼を受けていたが清吾の死後、教会から足も遠のいていた。ただ、治枝は最期を迎える時も清吾への愛情と「理屈」を均等に重んじ、「私が（仏式で）極楽に行ったのでは（天国の清吾に）会えない」として、清吾と同じ日本ハリストス正教会教団の東京復活大聖堂（ニコライ堂）で葬儀を希望。1995年（平成7年）治枝の葬儀（埋葬式）が営まれ、学者夫婦は41年ぶり“天国”で再会した。

## 著書
- 『数学学習法』（研究社学生文庫、1948年）
- 『近世幾何学』（共立全書、1952年）
- 『数論』（共立全書、1953年）